# Felix Latzke
Felix Latzke (nascut l'1 de febrer de 1942 a Viena) és un exjugador i entrenador de futbol austríac.
Va destacar com a co-entrenador de la selecció d'Àustria de futbol a la Copa del Món de la FIFA de 1982, amb Georg Schmidt, on estar involucrat en el partit anomenat la vergonya de Gijón, una derrota bastant dubtosa per 0-1 davant l'Alemanya Occidental.